# Monoculture

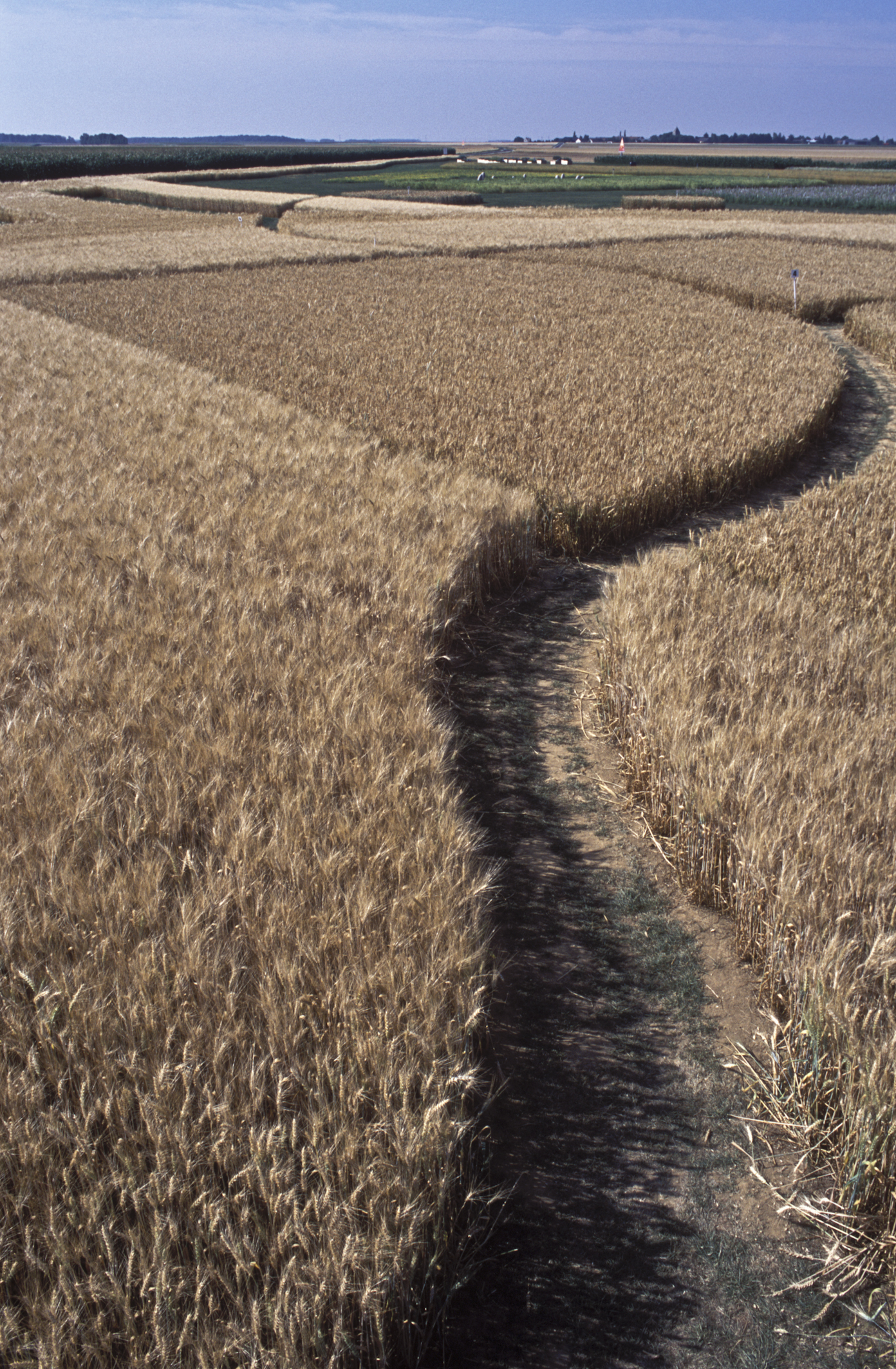
Monoculture dans les Pays de la Loire : 15% des blés tendres ont succédé à un blé tendre en 2017

La monoculture est la culture d'une seule espèce de plantes sur une même parcelle au cours des années successives. En agriculture, c'est un cas particulier de succession culturale. Ce concept s'oppose à la polyculture et ne s'applique qu'aux cultures annuelles, les cultures pérennes, comme la vigne, étant bien entendu maintenues sur la même parcelle pendant de nombreuses années. Un vignoble par exemple peut durer plusieurs décennies, sauf problèmes particuliers tels que dépérissement ou baisse des rendements. Le concept de monoculture peut s'appliquer soit à une parcelle, soit à un ensemble de parcelles au niveau d'une exploitation agricole, voire d'une région.

## En agriculture

La polyculture favorise une biomasse microbienne élevée qui limite au niveau de la rhizosphère la probabilité de rencontre entre un agent pathogène et la plante. À ce mécanisme s'ajoutent des dispositifs de résistance plus particuliers liés à l'activité antagoniste de populations microbiennes diverses recrutées par les différentes plantes. À l'inverse, la monoculture peut favoriser la suppressivité des sols.

La monoculture permet la spécialisation qui favorise la réduction des coûts. Elle simplifie la pratique culturale et maximise l'utilisation efficace du sol et des conditions climatiques locales, l'agriculteur sélectionnant la culture la mieux adaptée à son environnement. Le retour de la même culture sur les mêmes parcelles plusieurs années de suite peut entraîner des effets négatifs :
- baisse des rendements due à des causes agronomiques (dégradation de la structure du sol, baisse du taux de matière organique, développement d'adventices et de parasites), biochimiques (rémanence de résidus organiques phytotoxiques de produits phytosanitaires), pathologiques (enfouissement régulier de débris végétaux de nature identique favorisant le développement de pathogènes dans la rhizosphère[7])
- épuisement de certains éléments nutritifs du sol et développement excessif de certains ennemis des cultures (parasites, ravageurs, maladies...), d'où le recours à des engrais, des produits phytosanitaires qui contaminent les sols et les eaux souterraines.
- baisse de la biodiversité : si une espèce choisie est développée dans des quantités trop importantes, elle peut perturber un écosystème.
- la monoculture de certaines espèces à fleur peut également affaiblir la résistance immunitaire des insectes pollinisateurs (abeilles, papillons...) car ceux-ci n'ont alors pas accès à une nourriture équilibrée. L'équilibre alimentaire de ces insectes étant mauvais, leur santé se dégrade et ils finissent alors par disparaître. Ce qui pose rétroactivement problème pour le futur même de ces monocultures lorsque celles-ci dépendent d'insectes pollinisateurs tels que les abeilles.

En France, la monoculture de maïs représente 4% des grandes cultures par succession culturale sur 5 ans (2013-2017) ; la monoculture de céréales à paille couvre 2% des surfaces.

## En foresterie

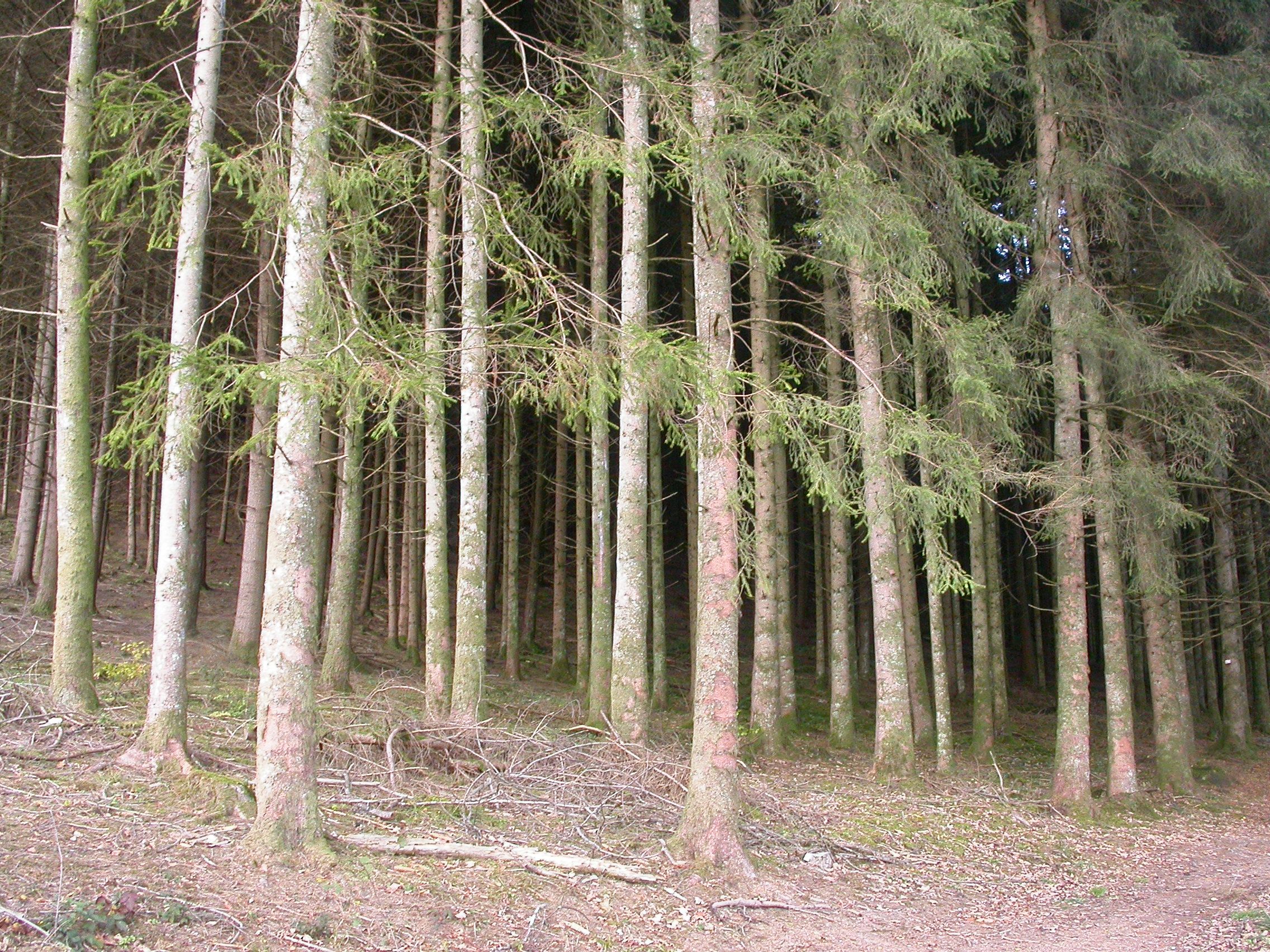
Monoculture d'épicéas

En foresterie, la monoculture forestière désigne la plantation d'une seule espèce d'arbre (monospécifique) et s'oppose à la sylviculture d'essences mélangées issues de semis naturels. Les peuplements monospécifiques naturels présentent une diversité de hauteurs d'arbres, avec des arbres adultes et des jeunes tiges, mélangés à des arbres dépérissant, sénescents ou morts. Les peuplements artificiels de monoculture offrent l'avantage d'une meilleure productivité que les peuplements naturels, d’autant plus importante que les arbres sont issus de variétés améliorées génétiquement.  Autre avantage, la monoculture, formant souvent des alignements d'arbres de même taille, permet une récolte plus efficace économiquement que sur des peuplements naturels où les arbres sont disposés aléatoirement. La plantation d'une seule espèce accroît surtout la vulnérabilité des arbres infectés par un agent pathogène, attaqués par des insectes ou affectés par des conditions environnementales défavorables. Les peuplements de monoculture qui sont plantés et récoltés en un seul bloc fournissent des ressources limitées pour la faune qui dépend d'arbres morts et de clairières, car tous les arbres ont la même taille ; ils sont le plus souvent récoltés par coupe rase, ce qui modifie radicalement les habitats.
Les monocultures forestières sont critiquées par rapport aux forêts mélangées jugées plus esthétiques, mieux équilibrées et plus résistantes mais moins rentables (générant des coûts de gestion supplémentaires qui dissuadent les industriels et les investisseurs). Considérées comme des forêts purement orientées économiquement, les monocultures présentent des risques sanitaires qui conduisent à des peuplements plus fragiles.